# .sa
.sa е интернет домейн от първо ниво за Саудитска Арабия.
Администрира се от Комисия за комуникация и информационна технология. Представен е през 1994 г.

## Домейни от второ ниво
- com.sa
- edu.sa
- sch.sa
- med.sa
- gov.sa
- net.sa
- org.sa
- pub.sa